# Tarzan il magnifico
Tarzan il magnifico (Tarzan the Magnificent) è un film del 1960 diretto da Robert Day.
Il soggetto è liberamente ispirato al personaggio del famoso romanzo d'avventura Tarzan delle Scimmie di Edgar Rice Burroughs del 1912. Il film è il sesto ed ultimo dei sei della saga di Tarzan interpretati dall'attore Gordon Scott. Distribuito dalla Metro-Goldwyn-Mayer.